# Lucio Mantennio Sabino
Lucio Mantennio Sabino (en latín: Lucius Mantennius Sabinus) fue un político y senador del Imperio Romano en el siglo III .
En 227/228-229/230 fue gobernador de la provincia de Moesia Inferior.